# 盟約の彼方
「盟約の彼方」（めいやくのかなた）は、新田恵海の楽曲。唐沢美帆が作詞、Elements Gardenの藤永龍太郎が作曲を担当した。4作目のシングルとして、2016年2月17日にブシロードミュージックの内部レーベルであるemitsunレーベルから発売された。

## 背景とリリース
発売形態は通常盤（EMTN-10010）と生産限定盤（EMTN-10011）の2種類で、生産限定盤には表題曲「盟約の彼方」のミュージック・クリップを収録したDVDが付属する。また、両盤に封入特典として「ラクエンロジック PRカード」が封入される。本作の生産限定盤（台湾版）は台湾でも同日発売された。
「盟約の彼方」は、テレビアニメ『ラクエンロジック』のタイアップ曲でエンディングテーマ曲に起用された。
カップリング曲の「つなぐメロディー」は、新田が作詞を担当した。2015年11月8日に開催された『新田恵海1st Live「EMUSIC〜始まりの場所〜」』を経て感じたことを言葉にした歌詞になっている。「いろんなものをこれからもつないでいきたい」という想いで作詞された。

## プロモーション
発売日当日に原宿のAmeba FRESH! Studioにて、リリース記念番組の公開生配信が行われ、『新田恵海 LIVE 2016 EMUSIC〜つなぐメロディー〜』開催が発表された。また、本作の発売を記念して、リリースイベントが開催された。

## ライブ・パフォーマンス
2015年12月13日に開催された『ミルキィホームズ Presents ブシロードライブ 2015』にて初披露された。『新田恵海 LIVE 2016 EMUSIC〜つなぐメロディー〜』では、坂本光久による7弦ギターのボウイング奏法で演奏された。
「つなぐメロディー」は『新田恵海 LIVE 2016 EMUSIC〜つなぐメロディー〜』のサブタイトルでもある。これに関連して、emitsun BANDメンバーの坂本によって歌詞の「いまつながっていく」と「ツナ」をかけたハッシュタグ「#いまツナがっていく」が考案され、坂本が中心となってバンドメンバーやファンがライブに向けて、「ツナ活」と称してツナ料理の写真を投稿したりした。

## メディアでの使用
盟約の彼方
テレビアニメ『ラクエンロジック』のエンディングテーマ。

## シングル収録内容
| #         | タイトル                           | 作詞      | 作曲・編曲                    | 時間  |
| --------- | ---------------------------------- | --------- | ----------------------------- | ----- |
| 1.        | 「盟約の彼方」                     | 唐沢美帆  | 藤永龍太郎（Elements Garden） | 5:11  |
| 2.        | 「つなぐメロディー」               | 新田恵海  | 藤間仁（Elements Garden）     | 3:50  |
| 3.        | 「盟約の彼方」(Instrumental)       |           |                               | 5:11  |
| 4.        | 「つなぐメロディー」(Instrumental) |           |                               | 3:49  |
| 合計時間: | 合計時間:                          | 合計時間: | 合計時間:                     | 18:01 |

| #  | タイトル                   | 作詞 | 作曲・編曲 |
| -- | -------------------------- | ---- | ---------- |
| 1. | 「盟約の彼方」(Music Clip) |      |            |